# 马内特街

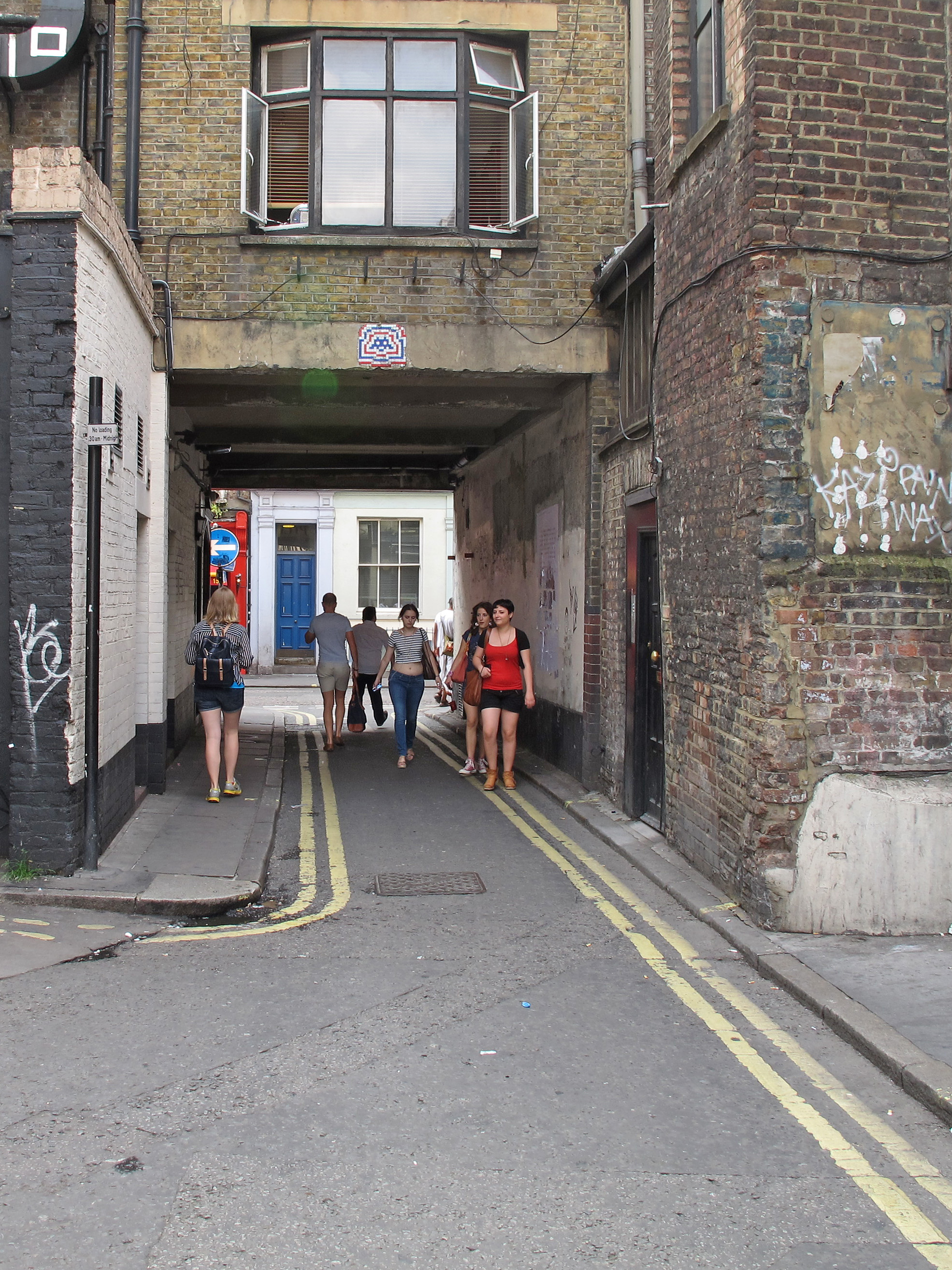
马内特街

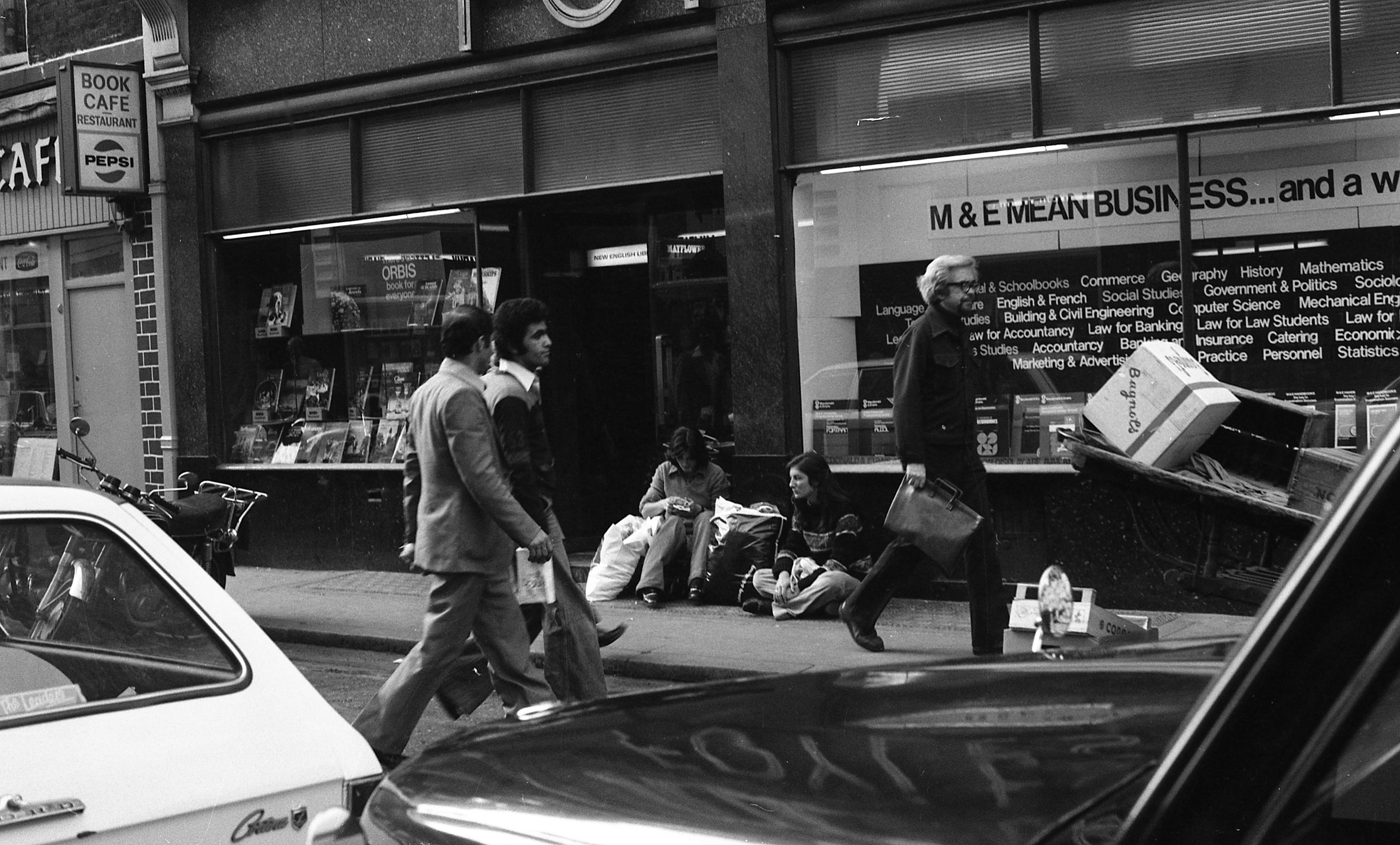
1976年的马内特街

马内特街（Manette Street）是英国伦敦蘇豪區境內的一条小街道，两端分别与查令十字路和希腊街相通。这条街的历史可以追溯到1690年代，它曾名为玫瑰街（Rose Street），今日的街名源自查尔斯·狄更斯的小说《双城记》里的角色马内特医生，书中描述他生活在“距苏活广场不远”的一条安静街道的一角。
大力神柱酒吧就位于这条街。圣巴拿巴楼的一个小礼拜堂和花园面朝马内特街，边缘线夜总会（The Borderline nightclub）的一个入口在马内特街上。已被拆除的福伊尔书店旗舰店曾位于马内特街上。
马内特街在19世纪时与无政府主义有关联，特别是街上的常有各国激进分子光顾的玫瑰街俱乐部。